# Аэда (муза)
Аэ́да (Аойда, Аойде, Аеда, Аоэдта, Эда) (др.-греч. Ἀοιδή, стяж. форма др.-греч. ᾠδή песня; пение) — муза вокальной музыки, одна из «старших муз».

## Происхождение
Согласно Цицерону, отцом Аэды, а также других из четырёх «старших муз» (Тельксиопы, Архи и Мелеты) являлся Юпитер второй — сын Неба и отец Минервы. Аэда относится к первому поколению муз; второе поколение из девяти муз произошло, по Цицерону, от Юпитера третьего и Мнемосины, а третье (пиериды или пиерии) — тоже девять муз с теми же именами — родились от Пиерона и Антиопы. Арнобий пишет, что греческий историк и мифограф Мнасей также говорил о том, что муз было четыре и что они являются дочерями Земли (Telluris) и Неба (Caeli).
Эфор Кимский, по словам Арнобия, утверждал, что «старших» муз было трое. Согласно Павсанию, ссылающемуся на пересказ Каллиппом из Коринфа в «Истории Орхомена» содержания утерянной поэмы Гегесина, «старших муз» также было трое. Кроме того, Павсаний указывает их имена и даёт историю их происхождения. Муз завали: Мелета (Опытность), Мнема (Память) и Аэда (Песня). Жили они на горе Геликон, а первыми людьми, которые на Геликоне принесли жертвы музам и нарекли эту гору «священной горою муз», были дети Алоея — Эфиальт и От. Ссылаясь на Мимнерма, Павсаний утверждает, что «старшие» музы были дочерьми Урана (Неба), а все остальные («младшие музы») — были дочерьми Зевса. Диодор Сицилийский, ссылаясь на Алкмана, также пишет, что родители трёх «старших» муз — Уран и Гея. И, наконец, Аристарх Самофракийский, также говорит, что «старшие» музы — это дочери Урана и Геи.
Однако по Авсонию мать трёх «старших» муз — Мнемосина, а «младшие девять муз» возникли случайно. Согласно ему, а также Варрону, жители Киферона наняли трёх мастеров и поручили каждому сделать медные статуи трёх муз, чтобы потом из них выбрать лучшие три и поместить их в храм Аполлона. Однако все статуи оказались настолько прекрасны, что жители не смогли выбрать лучшие. В итоге были куплены и освящены в храме все девять, а поэт Гесиод позже дал им новые имена.

## В астрономии
В честь Аэды назван нерегулярный спутник планеты Юпитер — Аойде (Юпитер XLI).

## В биологии
В 1813 году Якоб Хюбнер описал бабочку Heliconius aoede, которая получила своё название в честь музы Аэды.

## В литературе
В сатирическом рассказе Эдгара Аллана По «Как писать рассказ для «Блэквуда»» персонаж мистер Блэквуд, объясняя мисс Психее Зенобии как надо писать рассказы, утверждает, что если в рассказе небрежно и как бы случайно упомянуть, что «вначале было всего три музы — Мелета, Мнема, Аэда», то это обязательно придаст рассказу изысканности.

## В музыке
Американская фолк-поп исполнительница и драматург Лиза Снайдерман взяла себе творческий псевдоним «Муза Аэда» (англ. Aoede the Muse).
В альбоме Aégis норвежской doom-gothic metal группы Theatre of Tragedy есть песня Aœde, посвящённая Аэде